# Rivière Godbout Est
Rivière Godbout Est är ett vattendrag i Kanada.   Det ligger i provinsen Québec, i den östra delen av landet, 700 km nordost om huvudstaden Ottawa.
I omgivningarna runt Rivière Godbout Est växer i huvudsak barrskog. Trakten runt Rivière Godbout Est är nära nog obefolkad, med mindre än två invånare per kvadratkilometer.